# Hydrotaea kurahashii
Hydrotaea kurahashii är en tvåvingeart som beskrevs av Shinonaga 1994. Hydrotaea kurahashii ingår i släktet Hydrotaea och familjen husflugor.
Artens utbredningsområde är Nepal. Inga underarter finns listade i Catalogue of Life.